# Laurențiu Florian Coca
Laurențiu Florian Coca (n. 19 octombrie 1960

) este un senator român, ales în 2012. 